# Индрашис, Микс
Микс И́ндрашис (латыш. Miks Indrašis; род. 30 сентября 1990, Рига) — латвийский хоккеист, нападающий клуба «Брюнес».

## Карьера
Индрашис начал карьеру хоккеиста в молодёжном составе лиепайского «Металлурга». В 2007—2008 годах выступал в команде «ЛСПА/Рига», откуда перешёл в «Ригу 2000». С 2010 по 2012 год играл за клуб МХЛ «Рига», в составе которого стал лучшим бомбардиром первого Кубка мира среди молодёжных команд. 5 октября 2011 года дебютировал в КХЛ за рижское «Динамо» в матче против московского «Спартака».
За сборную Латвии в официальных турнирах впервые сыграл 5 мая 2012 года на чемпионате мира, забросив в стартовой игре шайбу в ворота российской команды. Всего Микс заработал в семи матчах группового этапа пять очков по системе «гол+пас» (3+2). Тем не менее, Латвия тогда заняла пятое место в своей группе и не вышла в плей-офф турнира. В 2014 году форвард участвовал в Олимпийских играх и чемпионате мира, на котором забил два гола и сделал два паса.
Индрашис два раза подряд набирал по 31 результативному баллу за сезон в КХЛ в составе «Динамо»: в сезоне 2013/2014 рижане, которых тогда тренировал Артис Аболс, стали пятыми в Западной конференции в регулярном чемпионате, но проиграли уже в 1/8 финала Кубка Гагарина «Донбассу» (1:3 в решающем матче и 3:4 в серии), а год спустя клуб не попал в плей-офф. В сезоне 2014/2015 Индрашис стал лучшим снайпером рижского «Динамо» (16 шайб в 59 матчах КХЛ), а в сезоне 2015/2016 — лучшим бомбардиром команды (33 очка, 14+19, в 58 матчах). В сезоне 2017/2018 поставил личный рекорд по количеству набранных очков — 42 (21+21) очка в 56 матчах.
16 мая 2018 года подписал двухлетний контракт с московским «Динамо». После окончания двухлетнего контракта с московским «Динамо» вернулся в рижское «Динамо». В сезоне 2020/21 провёл 49 матчей в регулярном чемпионате, где набрал 39 очков: забросил 16 шайб и отдал 23 результативные передачи.
18 мая 2021 года заключил однолетнее соглашение с подольским «Витязем». 12 ноября 2021 года расторг контракт с клубом. 18 ноября 2021 года заключил контракт с «Адмиралом» до конца сезона 2021/22. В сезоне 2021/22 Индрашис провёл 46 игр, набрав 17 очков (7+10). Завершил сезон за «Биль» в чемпионате Швейцарии.
29 июня 2022 года перешёл в московский «Спартак», подписав контракт на один год. 30 июня 2022 года генеральный секретарь Федерации хоккея Латвии Робертс Плужейс заявил, что если игрок поедет выступать в КХЛ, то его не будут приглашать в сборную Латвии. 1 июля 2022 года стало известно, что Индрашис не сможет выступать за «Спартак», так как Федерация хоккея Латвии не подпишет его трансферную карту. 5 июля 2022 года Индрашис заявил, что не подписывал контракт с российским клубом и у него действующий контракт с другой командой. В этот же день «Спартак» заявил, что контракт между клубом и нападающим был подписан согласно регламенту и зарегистрирован в Центральном информационном бюро КХЛ.
25 июля 2022 года Индрашис имея действующий контракт со «Спартаком», перешёл в немецкий «Швеннингер Уайлд Уингз». 13 сентября 2022 года «Спартак» расторг контракт с Индрашисом.

## Достижения
- Обладатель Кубка Надежды 2013 в составе ХК «Динамо» (Рига)
- Участник матча звёзд КХЛ (2018)
- Бронзовый медалист Чемпионата мира по хоккею с шайбой (2023)
- Чемпион Шведской хоккейной лиги (2024)
- Вице-чемпион Шведской хоккейной лиги (2025)